# Cakewalk Sonar
SONAR è un software per DAW (Digital audio workstation) che consente di registrare e produrre brani musicali in formati diversi, prodotto dall'azienda americana Cakewalk (in precedenza Twelve Tone Systems Inc.) con sede a Boston (Massachusetts), fondata nel 1987.

## Storia
Dapprima sviluppato in ambiente MS-DOS per PC IBM compatibile, in seguito il software si è evoluto solo su piattaforma Microsoft Windows. Quando l'azienda aveva ancora la denominazione Twelve Tone Systems il software si chiamava "Cakewalk" e aveva solo funzioni di sequencer, cioè serviva solamente per registrare ed editare file MIDI, successivamente vennero introdotte funzioni per la registrazione di audio multitraccia, con possibilità di editing limitate, anche se innovative a quei tempi.
Verso la fine del 1999 l'azienda prese il nome di "Cakewalk" e il software cambiò nome in SONAR.
A partire dagli anni 2000 Cakewalk SONAR è stato protagonista (in ambiente Microsoft Windows), assieme a Cubase, delle forti evoluzioni che hanno contraddistinto questi software negli anni: per esempio la gestione delle tracce audio multiple, la compatibilità con i plugin VST, l'avvento dei Virtual Instruments (VSTi e DXi), che hanno reso questo genere di software versatili e potenti.

## Caratteristiche
La funzione principale del software è la creazione e modifica (vedi p.e. mixaggio) di brani musicali. Implementa la gestione audio multitraccia, e oltre alle funzioni tipiche di una DAW e di analoghi sequencer software, SONAR presenta delle caratteristiche evolute per la gestione degli eventi MIDI e AUDIO che ne fanno un prodotto avanzato, destinato principalmente ai possessori di un home studio. SONAR supporta anche la tecnologia VST (prodotta da Steinberg) con la quale si possono utilizzare strumenti virtuali (sintetizzatori, effetti, ecc.).

## Interruzione e rilancio
Il 21 novembre 2017 la Gibson (società che aveva acquisito Cakewalk) ha annunciato la cessazione dello sviluppo di SONAR, Noel Borthwick (CTO di SONAR) ha pubblicato l'annuncio sul forum di Cakewalk.
Il 4 aprile 2018 BandLab Technologies ha rilanciato SONAR come programma gratuito con tutte le funzionalità base di SONAR Platinum, con il nome di "Cakewalk by BandLab".